# 야마나 요시나리
야마나 요시나리(일본어: 山名義済, 1836년 4월 6일 ~ 1871년 4월 9일)는 다지마 무라오카 번 초대 번주를 지냈다.
|  | 제1대 무라오카 번 번주 (야마나가) 1868년 ~ 1871년 | 후임 야마나 요시미치 |